# Баженов, Александр Алексеевич
Алекса́ндр Алексе́евич Баже́нов (Бажа́нов) (1818—1878) — русский генерал, участник Кавказских походов

## Биография
Родился в 1818 году.
По окончании в 1835 году 1-го Московского кадетского корпуса, вышел с чином прапорщика в Тенгинский пехотный полк, в рядах которого оставался почти непрерывно и течение 25 лет, принимая участие во множестве экспедиций против горцев.
В 1836—1839 годах был в составе отряда генерала Раевского, принимал участие в десанте в устье реки Шапсухо и обустройстве Черноморской береговой линии; награждён орденами св. Станислава 4-й степени с мечами и св. Анны 3-й степени с бантом. 26 ноября 1851 года капитан Баженов был награждён орденом св. Георгия 4-й степени (№ 8785 по списку Степанова — Григоровича). Все чины, до чина генерал-майора включительно, Баженов получил за отличия в сражениях.
Получив 28 сентября 1858 года полк в командование, Баженов в 1865 году был назначен командующим 20-й пехотной дивизией и в следующем 1866 году произведён в генерал-лейтенанты; с 12 января 1868 года и до смерти он числился состоящим в запасных войсках. 26 ноября 1871 года был удостоен ордена св. Георгия 3-й степени № 524:

В воздаяние мужества и храбрости, оказанных, во время прежней службы, при военных действиях на Кавказе
— Ежегодник русской армии
Умер 22 ноября (4 декабря) 1878 года.